# Grand Prix international de Dottignies 2013
La 12e édition du Grand Prix international de Dottignies a eu lieu le 1er avril 2013. La course fait partie du calendrier international féminin UCI 2013 en catégorie 1.2 et de la Lotto Cycling Cup pour Dames 2013. Elle est remportée par la Néerlandaise Vera Koedooder .

## Parcours
Le parcours réalise quatre tours d'un circuit long de 28,9 km et parfaitement plat.

## Classements

### Classement final
| \| Classement général \| Classement général \| Classement général \| Classement général \| Classement général \| \| Coureuse \| Coureuse \| Pays \| Équipe \| Temps \| \| ------------------ \| ----------------------- \| ------------------ \| ------------------------- \| ------------------ \| \| 1re \| Vera Koedooder \| Pays-Bas \| Sengers \| 2 h 57 min 23 s \| \| 2e \| Iris Slappendel \| Pays-Bas \| Rabo Women \| + 6 s \| \| 3e \| Sanne van Paassen \| Pays-Bas \| Rabo Women \| + 48 s \| \| 4e \| Laura Trott \| Royaume-Uni \| Wiggle Honda \| + 48 s \| \| 5e \| Katarzyna Pawłowska \| Pologne \| GSD Gestion-Kallisto \| + 48 s \| \| 6e \| Alena Amialiusik \| Biélorussie \| BePink \| + 48 s \| \| 7e \| Roxane Knetemann \| Pays-Bas \| Rabo Women \| + 48 s \| \| 8e \| Esther Fennel \| Allemagne \| Koga Ladies-Central Rhede \| + 48 s \| \| 9e \| Emilia Fahlin \| Suède \| Hitec Products UCK \| + 1 min 33 s \| \| 10e \| Alexandra Burtschenkowa \| Russie \| RusVelo \| + 1 min 33 s \| |                         |             |                           |                 |
| |                         |             |                           |                 |
| Source : ProCyclingStats |                         |             |                           |                 |
| Classement général |                         |             |                           |                 |
| Coureuse | Coureuse                | Pays        | Équipe                    | Temps           |
| 1re | Vera Koedooder          | Pays-Bas    | Sengers                   | 2 h 57 min 23 s |
| 2e | Iris Slappendel         | Pays-Bas    | Rabo Women                | + 6 s           |
| 3e | Sanne van Paassen       | Pays-Bas    | Rabo Women                | + 48 s          |
| 4e | Laura Trott             | Royaume-Uni | Wiggle Honda              | + 48 s          |
| 5e | Katarzyna Pawłowska     | Pologne     | GSD Gestion-Kallisto      | + 48 s          |
| 6e | Alena Amialiusik        | Biélorussie | BePink                    | + 48 s          |
| 7e | Roxane Knetemann        | Pays-Bas    | Rabo Women                | + 48 s          |
| 8e | Esther Fennel           | Allemagne   | Koga Ladies-Central Rhede | + 48 s          |
| 9e | Emilia Fahlin           | Suède       | Hitec Products UCK        | + 1 min 33 s    |
| 10e | Alexandra Burtschenkowa | Russie      | RusVelo                   | + 1 min 33 s    |

### Points UCI
| Position           | 1er | 2e | 3e | 4e | 5e | 6e | 7e | 8e |
| Classement général | 40  | 30 | 16 | 12 | 10 | 8  | 6  | 3  |